# Орден Бани
Почётнейший орден Бани (англ. The Most Honourable Order of the Bath), более известный под кратким названием Орден Бани, — британский рыцарский орден, основанный Георгом I 18 мая 1725 года. Имя происходит от древнего обряда, когда претендентов подвергали ночному бодрствованию с постом, молитвой и купанием накануне получения рыцарства (церемония прекратилась в 1815 году).
Орден состоит из Суверена (британского монарха), Великого Магистра (или Гроссмейстера; Е. В. принца Уэльского) и трёх классов рыцарей:
- Рыцари Большого креста и Дамы Большого креста (англ. Knight Grand Cross, Dame Grand Cross, GCB)
- Рыцари-командоры и Дамы-командоры (англ. Knight Commander, Dame Commander, KCB/DCB)
- Компаньоны (кавалеры) ордена (англ. Companions, CB)

Основанный вначале как военный рыцарский орден, знак носился как отличие ранга армейского офицера ордена Бани (исключая офицеров гвардии, которые использовали знаки других орденов). Рыцари ордена в настоящее время относятся либо к гражданскому, либо к военному подразделению. Иностранные граждане и подданные могут быть приняты в орден в качестве почётных (honorary) членов.
Девиз ордена — Tria juncta in uno (с лат. — «Три в одном»), что отсылает одновременно к союзу Англии, Шотландии и Ирландии и к Святой Троице. Первое наиболее вероятно; в ордене часто повторяется символ трёх корон. Второй девиз, Ich dien (с нем. — «Служу») тоже иногда используется, но только членами ордена, служащими в вооружённых силах, а также является девизом принца Уэльского — Великого магистра ордена.
По старшинству в Британской системе наград, орден занимает четвёртое место после ордена Подвязки, ордена Чертополоха и ордена св. Патрика. Последний относится к Ирландии, и после получения ею независимости не используется (орден не принимал новых членов с 1934 года).

## История
По традиции, относящейся к Средневековью, особое рыцарское достоинство даровалось по важным королевским поводам, таким как коронация. Это рыцарское достоинство называлось Рыцарством Бани (обозначается на английском языке аббревиатурой «KB» после фамилии — сокращение от Knight of the Bath) из-за ритуального омовения, проводимого до посвящения в рыцари. Эта практика прекратилась в правление Карла II. Георг I возобновил практику, основав орден Бани.

## Состав
Британский монарх является главой ордена Бани. Следующий по старшинству член ордена — Великий Магистр, с 2022 года этот пост занимает Уильям, принц Уэльский. Глава ордена назначает новых рыцарей по совету правительства. Уставы также допускают:
- 120 рыцарей или дам Большого Креста (GCB), (из которых Великий Магистр первый и главный);
- 355 рыцарей-командоров (KCB) или дам-командоров (DCB);
- 1925 кавалеров (англ. Companions) (CB).

Количество рыцарей, установленное статутом, часто увеличивалось; изначально орден состоял из менее чем сорока членов, но сейчас включает более двух сотен. Уставы позволяют монарху пренебрегать лимитами при назначении членов, чьи действия заслуживали «особый почёт или награду». Эти «дополнительные члены», также известные как почётные члены, не засчитываются в предельное число членов.
В военном классе члены должны иметь определённое звание, чтобы претендовать на соответствующую степень ордена — полный генерал, адмирал или главный маршал авиации для рыцарей большого креста, генерал-лейтенант, вице-адмирал или маршал авиации для рыцарей-командоров, генерал-майор, контр-адмирал или вице-маршал авиации для кавалеров. Как условие представления претенденты должны иметь благодарность в приказе.
Обычное членство ограничено подданными британской короны (из Соединённого Королевства, Канады, Австралии, Новой Зеландии и т. д.), но иностранцы и граждане республик Содружества могут быть приняты в орден в качестве почётных членов. Например, сразу после завершения их срока в качестве президентов США, Рональд Рейган в 1989 году и Джордж Буш-старший в 1993 году стали почётными рыцарями Большого Креста. Дуайт Эйзенхауэр стал почётным рыцарем Большого Креста в 1943 году как командующий силами Союзников. Из российских военачальников почётными рыцарями ордена были в XIX веке — Барклай-де-Толли (рыцарь Большого Креста, 1815), М. С. Воронцов (рыцарь Большого Креста, 1819), П. М. Волконский (рыцарь Большого Креста, 1819), В. А. Корнилов (1827), в XX веке — А. Г. Шкуро, А. В. Колчак и А. И. Деникин (все — рыцарь-командор, 1919); из советских — Г. К. Жуков (рыцарь Большого Креста), И. С. Конев и К. К. Рокоссовский (рыцарь-командор) (все — 1945).
Женщины не допускались в орден до 1971 года. В 1975 году Алиса, герцогиня Глостерская, стала первой достигнувшей высочайшего ранга дамы Большого Креста.
Ранг рыцаря-командора и рыцаря Большого креста даёт право на обращение «сэр» для мужчин и «дама» для женщин. Почётные члены не получают право на такое обращение, но могут использовать сокращение своего ранга после имени и фамилии.

## Знаки ордена Бани

### Военный класс
Большой Рыцарский крест. Знаки его состоят из звезды, носимой на левой стороне груди, и креста, носимого у левого бедра на широкой красной ленте через правое плечо. В торжественных случаях знак Большого креста носится на шее на золотой орденской цепи. Обладатели этой степени имеют право писать после своей фамилии буквы «GCB», что означает «рыцарь Большого креста ордена Бани».
Командорский крест. Награждённые им носят звезду на левой стороне груди и орденский знак на шейной ленте. Титулуются сэр и пишут после фамилии «КСВ» — «рыцарь-командор ордена Бани».
- Знаки рыцаря-командора
- Звезда рыцаря-командора
- Знак компаньона

### Гражданский класс
- Знак рыцаря Большого креста
- Звезда рыцаря Большого креста
- Знак рыцаря-командора
- Звезда рыцаря-командора

## Офицеры
В ордене Бани шесть офицеров:
- Канцлер
- Герольд
- Секретарь
- Младший секретарь
- Генеалог
- Джентльмен привратник алого Жезла

Должность канцлера занимает дьякон Вестминстера. Герольд, ответственный за геральдику, также называется Герольд Бани; он не является членом королевской Коллегии Гербов, как многие герольды. Привратник ордена также называется джентльменом привратником алого жезла; в отличие от его эквивалента в ордене Подвязки (Привратник Чёрного Жезла) он не работает в Палате лордов.

## Часовня
Часовня ордена — Henry VII Lady Chapel в Вестминстерском аббатстве. Каждые четыре года в часовне проходит церемония инсталляции под председательством Великого Магистра и религиозная служба; Суверен посещает каждую вторую церемонию. Суверен и каждый рыцарь ордена получает сиденье в хорах в часовне. Поскольку число сидений ограничено, только самые старшие кавалеры и дамы Большого Креста инсталлируются.

## Одеяния и отличия
Члены ордена носят полные одеяния по торжественным случаям (таким, как церемонии инвеституры каждые четыре года и коронации), зависящие от ранга:
- мантия, носится только рыцарями и дамами Большого Креста, делаются из малинового бархата, подбитого белой тафтой. На левой стороне мантии размещается звезда. Мантия украшена двумя длинными шнурами с кистями.
- шляпа, носится только рыцарями и дамами Большого Креста и рыцарями и дамами Командорами, сделана из чёрного бархата; украшена белым страусовым пером.
- орденская цепь, носится только рыцарями и дамами Большого Креста, сделан из золота и весит 30 тройских унций (933 г). Состоит из изображений девяти императорских корон и восьми комплектов по три цветка (роза Англии, чертополох Шотландии и трилистник Ирландии), соединённых семнадцатью серебряными узлами.

## Некоторые российские и советские кавалеры ордена
Российская империя
Почётные Рыцари Большого Креста:
- Барклай-де-Толли, Михаил Богданович
- Сазонов, Сергей Дмитриевич
- Воронцов, Михаил Семёнович
- Волконский, Пётр Михайлович
- Николай II[3]

Почётные Рыцари-Командоры:
- Деникин, Антон Иванович
- Кербер, Людвиг Бернгардович
- Колчак, Александр Васильевич
- Шкуро, Андрей Григорьевич[4]

СССР
Почётные Рыцари Большого Креста:
- Жуков, Георгий Константинович

Почётные Рыцари-Командоры:
- Конев, Иван Степанович
- Рокоссовский, Константин Константинович

Почётные Командоры:
- Дзюба, Георгий Георгиевич